# Changchun, Fujian
Changchun är en köping i sydöstra Kina. Den ligger i Xiapu härad i staden Ningde i provinsen Fujian, omkring 100 kilometer nordost om provinshuvudstaden Fuzhou. Antalet invånare är 43 760. Befolkningen består av 20 134 kvinnor och 23 626 män. Barn under 15 år utgör 15,0 %, vuxna 15-64 år 73 %, och äldre över 65 år 11,0 %.